# Vladímir Drachov
Vladímir Petróvich Drachov –en ruso, Владимир Петрович Драчёв– (Petrozavodsk, 7 de marzo de 1966) es un deportista ruso que compitió en biatlón (desde el año 2003 bajo la bandera bielorrusa).
Participó en tres Juegos Olímpicos de Invierno, entre los años 1994 y 2006, obteniendo en total dos medallas: plata en Lillehammer 1994 y bronce en Nagano 1998. Ganó once medallas en el Campeonato Mundial de Biatlón entre los años 1994 y 2003, y ocho medallas en el Campeonato Europeo de Biatlón entre los años 1996 y 2006.

## Palmarés internacional
| Representando a Rusia       |                         |                   |                 |
| Juegos Olímpicos            |                         |                   |                 |
| Año                         | Lugar                   | Medalla           | Prueba          |
| 1994                        | Lillehammer (Noruega)   | Medalla de plata  | Relevo          |
| 1998                        | Nagano (Japón)          | Medalla de bronce | Relevo          |
| Campeonato Mundial          |                         |                   |                 |
| Año                         | Lugar                   | Medalla           | Prueba          |
| 1994                        | Canmore (Canadá)        | Medalla de plata  | Equipo          |
| 1996                        | Ruhpolding (Alemania)   | Medalla de oro    | Velocidad       |
| 1996                        | Ruhpolding (Alemania)   | Medalla de oro    | Relevo          |
| 1996                        | Ruhpolding (Alemania)   | Medalla de plata  | Individual      |
| 1996                        | Ruhpolding (Alemania)   | Medalla de plata  | Equipo          |
| 1998                        | Pokljuka (Eslovenia)    | Medalla de oro    | Persecución     |
| 1998                        | Hochfilzen (Austria)    | Medalla de bronce | Equipo          |
| 1999                        | Kontiolahti (Finlandia) | Medalla de plata  | Salida en grupo |
| 1999                        | Kontiolahti (Finlandia) | Medalla de plata  | Relevo          |
| 2000                        | Oslo (Noruega)          | Medalla de oro    | Relevo          |
| Campeonato Europeo          |                         |                   |                 |
| Año                         | Lugar                   | Medalla           | Prueba          |
| 1996                        | Val Ridanna (Italia)    | Medalla de oro    | Velocidad       |
| 1996                        | Val Ridanna (Italia)    | Medalla de oro    | Relevo          |
| Representando a Bielorrusia |                         |                   |                 |
| Campeonato Mundial          |                         |                   |                 |
| Año                         | Lugar                   | Medalla           | Prueba          |
| 2003                        | Janty-Mansisk (Rusia)   | Medalla de bronce | Relevo          |
| Campeonato Europeo          |                         |                   |                 |
| Año                         | Lugar                   | Medalla           | Prueba          |
| 2003                        | Forni Avoltri (Italia)  | Medalla de plata  | Velocidad       |
| 2003                        | Forni Avoltri (Italia)  | Medalla de bronce | Persecución     |
| 2003                        | Forni Avoltri (Italia)  | Medalla de bronce | Relevo          |
| 2004                        | Minsk (Bielorrusia)     | Medalla de bronce | Velocidad       |
| 2006                        | Langdorf (Alemania)     | Medalla de oro    | Relevo          |
| 2006                        | Langdorf (Alemania)     | Medalla de bronce | Individual      |